# 广濑美代子
广濑美代子（1959年3月5日—）是一名日本前排球运动员。她在1984年夏季奥林匹克运动会中，参加了女子排球比赛并获得铜牌。她也参加了1982年亚洲运动会。